# Crataegus corusca
Crataegus corusca es una especie de planta del género Crataegus, perteneciente a la familia Rosaceae.

## Taxonomía
Crataegus corusca fue descrita por Charles Sprague Sargent en 1902.

## Distribución
Se encuentra en el territorio de Illinois, Míchigan, Ohio, Ontario y Wisconsin.